# Alex Sandro
Alex Sandro Lobo Silva, mais conhecido apenas como Alex Sandro (Catanduva, 26 de janeiro de 1991), é um futebolista brasileiro que atua como lateral-esquerdo. Atualmente, defende o Flamengo.
Alex Sandro tornou-se o brasileiro que mais vezes jogou pela Juventus fazendo 327 partidas oficiais. Tantos jogos fizeram com que ele fosse o atleta estrangeiro com mais jogos na história da Velha Senhora, chegando a empatar com Pavel Nedvěd. Ele marcou época no time italiano e lá ficou por nove anos e venceu 12 títulos.

## Carreira

### Athletico Paranaense
Em 2006, aos 15 anos, jogava futebol pelo time da Coordenadoria de Esportes, Lazer e Turismo da sua cidade natal, chamado de Celt (iniciais da Coordenadoria), quando foi descoberto pelo Athletico Paranaense. Na época, seu apelido era "Japa".
Naquele ano, a equipe iria jogar um torneio em Iraty, no Paraná. No caminho, parou em Curitiba para amistoso contra o Athletico-PR.
Em entrevista, o atleta revelou que "nem sabia" do amistoso, mas que ele foi importantíssimo para sua chegada no Furacão.
| “                                                     | Eu nem sabia desse amistoso. Pensava que haveria só o torneio. Eu acabei jogando bem e nem fui mais para Iraty. Joguei o primeiro tempo pelo Celt e o segundo tempo já com a camisa do Atlético-PR. Acabei ficando por lá mesmo. | ” |
| — Alex Sandro, sobre sua chegada ao clube Paranaense. | |   |

Iniciou sua carreira nas categorias inferiores do Athletico até ascender ao elenco profissional em 2008 com dezessete anos. Foi adquirido por um grupo de investimentos, que utilizou o modesto clube uruguaio Deportivo Maldonado para registro de atletas.

### Santos
Em 2010, assinou com o Santos por duas temporadas.
No dia 8 de maio, fez sua estreia pelo clube paulista no empate por 3 a 3 contra o Botafogo, em partida válida pelo Campeonato Brasileiro. Em 25 de setembro, marcou seu primeiro gol pelo clube, na vitória por 4 a 1 contra o Cruzeiro, pelo Campeonato Brasileiro.
Pelo clube, foi Campeão Paulista em 2010 e 2011, Campeão da Copa do Brasil em 2010 e da Copa Libertadores da América em 2011.
A jovem geração Santista, vencedora de tantos títulos relevantes para o time do Peixe, tão logo recebeu oportunidades no futebol europeu. Mesmo após a saída de Alex do clube paulista, ele voltaria a dividir elenco com alguns jogadores presentes nesse período. Em especial, Danilo e Neymar foram seus colegas de Seleção durante uma Copa do Mundo. O primeiro também dividiu vestiário com ele durante duas passagens por clubes diferentes no Velho Continente.

### Porto

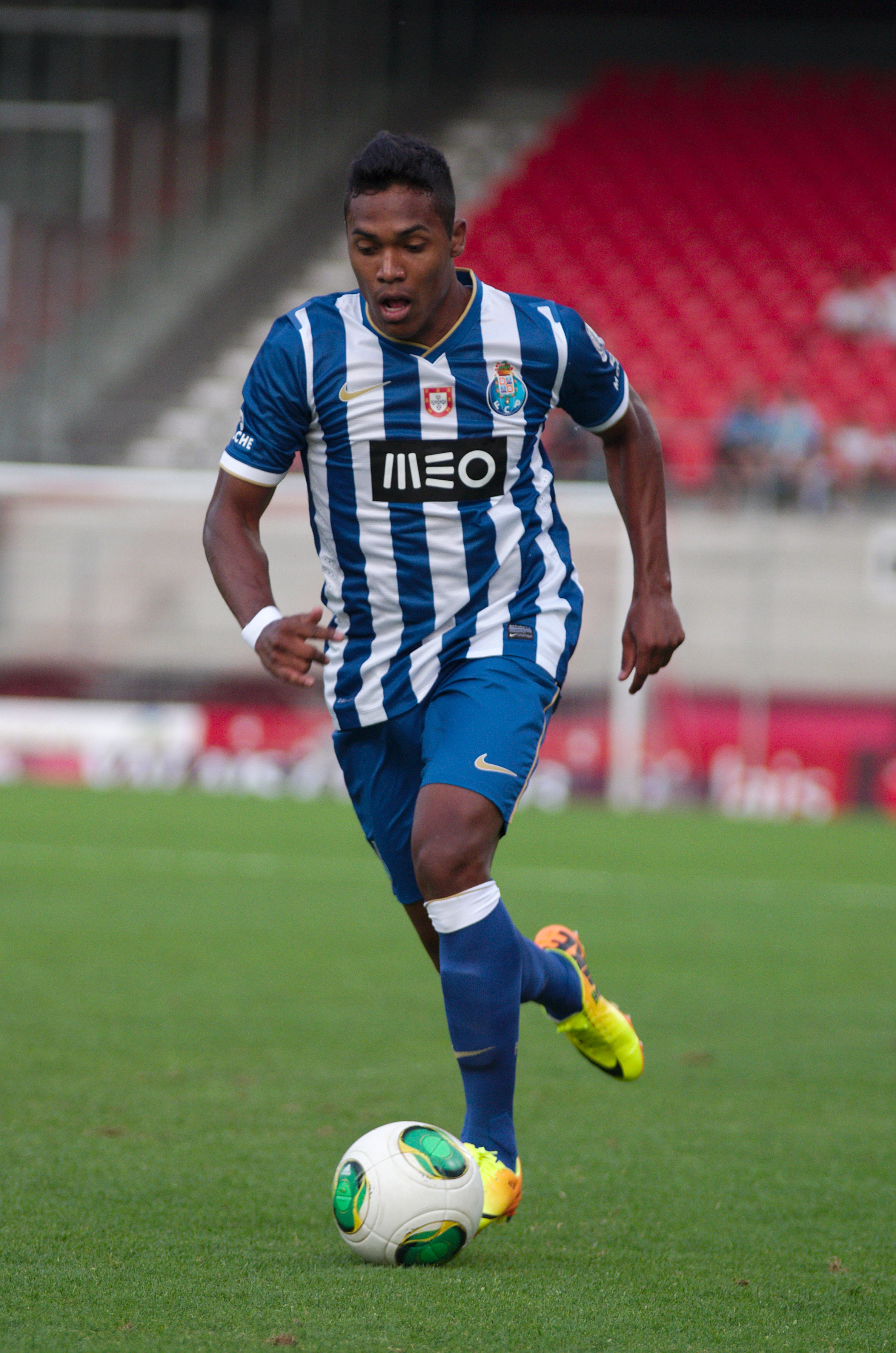
Alex Sandro em 2013.

Foi contratado pelo Porto em 23 de julho de 2011 por cinco temporadas, por 9,6 milhões de euros (27 milhões de reais).
Sua chegada ao clube azul foi motivada pela presença de outros brasileiros no elenco. Tanto ele, quanto seu colega Danilo (que jogou com ele no Santos), estiveram muito próximos de um acerto contratual com o Benfica. Porém, foi por conta dos compatriotas do elenco, e da grande sequência de títulos importantes, que ambos os atletas optaram por estar no time do Estádio do Dragão. No time, eles dividiram elenco com Hulk, Maicon, Souza, Helton, Walter, Fernando etc.
Enquanto ainda tinha contrato com o Santos, o jogador havia se lesionado enquanto estava com a Seleção Brasileira Sub-20 para disputar o Mundial da Categoria, em 2011. Apesar disso, o time europeu insistiu na contratação do jogador que foi finalizada com sucesso. Todavia, isso atrasou a estreia do brasileiro por 3 meses.

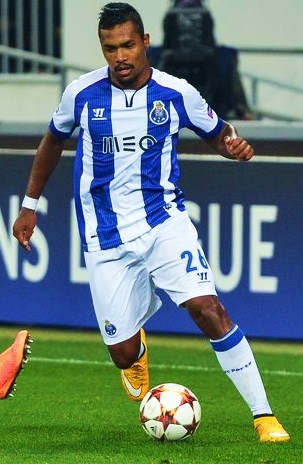
Alex em 2014.

Recuperado de sua lesão, fez sua estreia pelo clube no dia 15 de outubro de 2011, na goleada do Porto diante o Pêro Pinheiro por 8-0 na Taça de Portugal.
Em 16 de março, marcou seu primeiro gol pela equipe, na vitória por 2 a 0 contra o CD Nacional, em partida válida pela Primeira Liga.
Por Portugal, Alex conseguiu muito destaque nas temporadas seguintes. O lateral esquerdo já conseguiu assumir a titularidade na segunda temporada no clube, substituindo a lenda Álvaro Pereira, e assim permaneceu nas próximas épocas onde conseguiu 3 troféus caseiros.
Após comparecer em 137 jogos ao longo de quatro temporadas, o jogador, que já era um dos grandes destaques do time, começou a receber propostas ao longo dos anos.
Em determinado momento, o clube português chegou a recusar uma oferta de 30 milhões de euros do Atlético de Madrid, mas tratou de vendê-lo para um clube italiano por um valor menor que esse tempos depois.

### Juventus

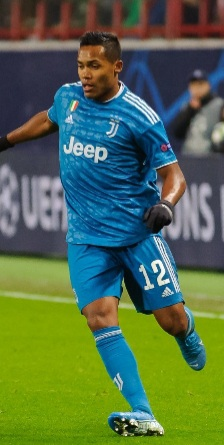
Alex Sandro pela Juventus.

No dia 20 de agosto de 2015 a Juventus o contratou por cinco temporadas por 26 milhões de euros (R$ 100,85 milhões).
Fez sua estreia pela equipe no dia 30 de setembro de 2015, na vitória por 2 a 0 contra o Sevilla, pela Liga dos Campeões. Em 17 de fevereiro de 2016, marcou seu primeiro gol pelo clube, na goleada por 4 a 0 contra o Udinese Calcio, pela Série A.
No clube italiano (onde também chegou a dividir o vestiário com Danilo por 5 temporadas), o lateral esquerdo marcou época em um dos momentos mais vitoriosos da Velha Senhora em competições caseiras. Nas suas primeiras cinco temporadas, o brasileiro conquistara 5 vezes o Campeonato Italiano, o que fizera com que ele ganhasse um espaço entre os ídolos brasileiros da equipe.
Durante sua reta final no time, em 2022, o jogador passou a desempenhar uma nova função dentro de campo. Sob o comando de Massimiliano Allegri, o atleta deixou de atuar pela lateral e centralizou-se para desempenhar a função de zagueiro. Isso foi muito importante para continuidade do brasileiro na equipe, pois o treinador estava optando por utilizar uma formação que possuía 3 defensores centralizados. Assim, além dele, seu colega Danilo também havia saído da lateral direita para contribuir na mesma posição de Sandro na equipe italiana.

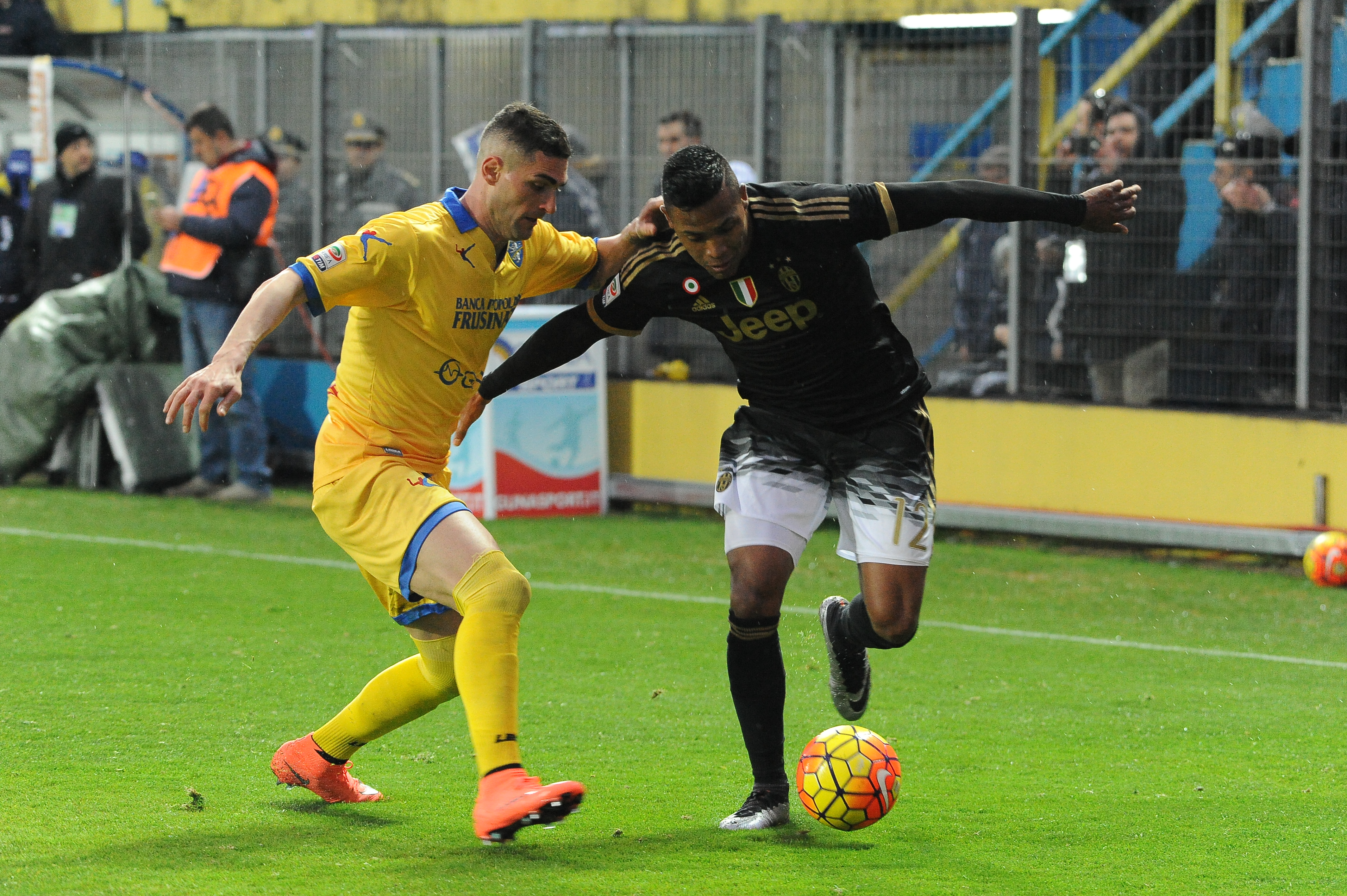
Alex Sandro, em uma partida pelo Campeonato Italiano no ano de 2016.

Na Coppa Italia, o brasileiro também conseguiu o título múltiplas vezes. E foi na final jogada em 2017 que ele conseguiu sua melhor performance. Contra a Lazio, o brasileiro fizera dois cruzamentos que resultaram em gols de Daniel Alves e Leonardo Bonucci. A partida terminou com a Juve vencendo por 2 a 0 e conquistando mais um troféu nacional.
Alex novamente se destacaria nessa competição no ano de 2022, porém, mesmo com um gol feito no jogo final, a Inter de Milão conseguiu se sagrar campeã.
Com o time italiano, Alex também pôde disputar a Supercopa da Itália em 6 oportunidades. Ali, conseguiu ganhar 2 títulos. Ele não jogou a partida de 2021, quando a equipe venceu a Napoli, por conta de estar em quarentena por ter contraído o Coronavírus.

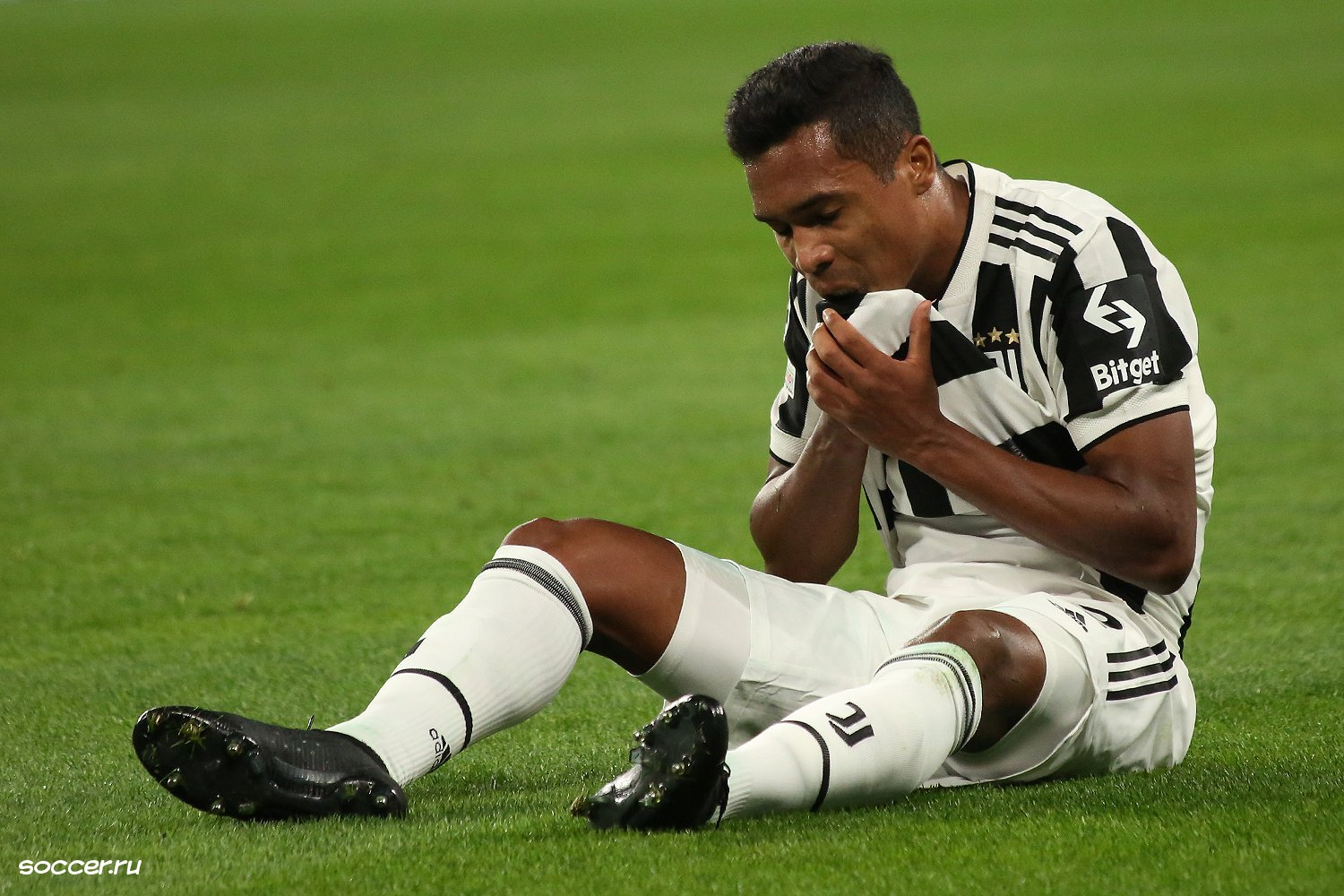
Alex em 2021.

Por conta de seus diversos títulos, e outras boas colocações, na Liga Italiana, o jogador também foi um atleta muito presente nos jogos de Liga dos Campeões. Ele esteve presente ativamente na campanha que deu o vice-campeonato à Juve em 2017, quando foram derrotados pelo Real Madrid. Por tal longevidade, o jogador conseguiu 78 partidas em confrontos da Champions, superando ídolos brasileiros como Rivaldo, Ronaldinho, Ronaldo e Júlio César.
Além da final da Liga dos Campeões, Alex também esteve presente na campanha semifinalista da Juventus na Liga Europa de 2022–23. Foi nessa mesma temporada que o atleta começou a desempenhar a função de zagueiro, abdicando da lateral esquerda que já havia sido sua posição principal durante mais de uma década. Nessa competição, o jogador fizera quase todos os jogos na defesa central, mas o time foi eliminado justamente nas partidas de volta, onde ele não esteve em campo.

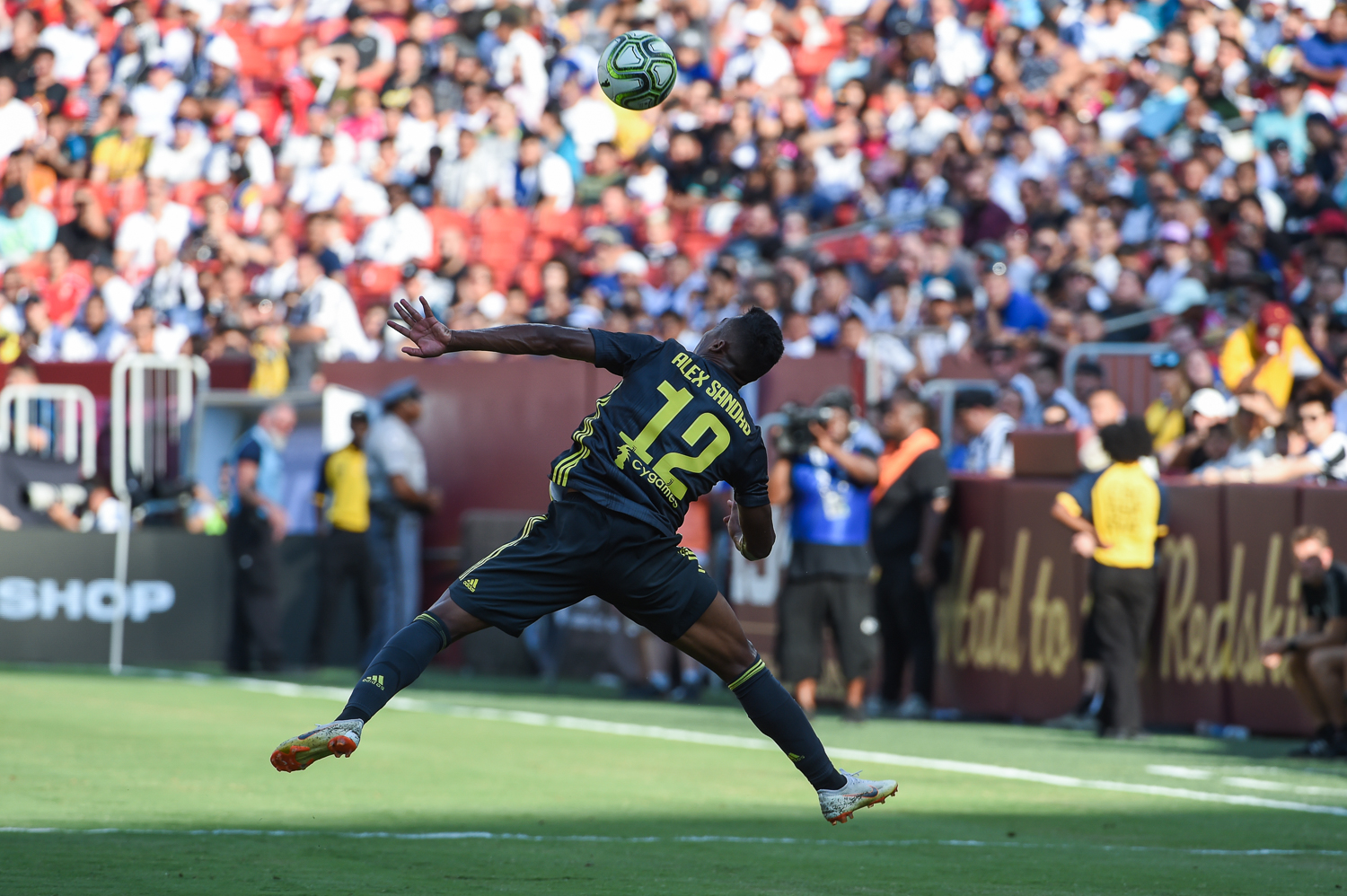
O jogador adotou o número 12 como seu principal número na carreira. Ele começou a utilizá-lo quando chegou na Juventus.

Em sua reta final de contrato com a Juventus, durante a temporada 2023–24, o, agora, zagueiro teve a oportunidade de se tornar o capitão da Velha Senhora nas vezes em que Danilo, o capitão titular, esteve ausente. 
Porém, o atleta já recebia menos oportunidades na equipe, e normalmente performava menos de 90 minutos por jogo. No começo da temporada, ele decidiu que não iria renovar o contrato e deixaria a equipe ao fim da época, na metade de 2024.

#### 2023–24
Antes de deixar a Velha Senhora oficialmente, Alex teve a chance de conquistar seu último troféu com o time. Disputando a final da Coppa Italia contra a Atalanta, o brasileiro viu, do banco de reservas, o time de Turim garantir uma vitória simples e conquistar seu único título naquela temporada 2023–24.
Antes de ter seu contrato encerrado, o brasileiro jogou a última partida da Série A de 2023–24 como capitão do time. No jogo em questão, chegou a balançar as redes diante o Monza e deixou os gramados após 74 minutos em campo.
Após 327 partidas e 16 gols marcados, Alex deixou a Juventus com um enorme legado. Foram 12 títulos em nove anos com a equipe. O brasileiro tornou-se o estrangeiro com mais jogos na história da equipe de Turim, empatando em número de jogos o ídolo Pavel Nedvěd.

### Flamengo
Em 26 de agosto de 2024, foi anunciado como novo reforço do Flamengo. O lateral assinou contrato até dezembro de 2026. No Flamengo, o lateral ficou com a camisa de número 26. Com a camisa do rubro-negro, Alex novamente dividiu o vestiário com seu compatriota Danilo.

## Seleção Brasileira

### Sub-20
Alex Sandro esteve presente na campanha vitoriosa do Brasil na Copa do Mundo Sub-20 de 2011. Contudo, sua única atuação no torneio foi na segunda partida da Fase de Grupos, onde se lesionou, quando a Seleção Canarinho derrotou o Panamá por 3-0.

### Seleção Principal

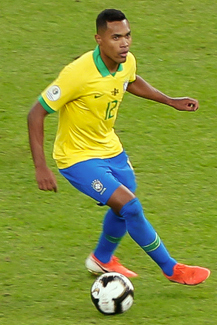
Alex, na Final da Copa América de 2019.

Estreou pela Seleção Brasileira principal em 10 de novembro de 2011, após convocação de Mano Menezes, em uma partida amistosa contra o Gabão. Participou dos Jogos Olímpicos de Londres 2012, onde a equipe obteve a medalha de prata. Em 12 de outubro de 2018, marcou seu primeiro gol pelo Brasil, na partida amistosa por 2 a 0 contra a Arábia Saudita.
Alex Sandro fez parte do elenco campeão da Copa América de 2019, tendo assumido a titularidade nos jogos finais devido à lesão de Filipe Luís.

### Copa do Mundo de 2022
Em 7 de novembro de 2022, Tite anunciou a convocação da Seleção para Copa do Mundo de 2022. Entre muitos nomes certos no Catar o de Alex Sandro foi chamado para disputar o torneio. O jogador foi titular nos dois primeiros jogos, mas sofreu uma lesão no quadril que o impediu de estar em campo na última partida da Fase de Grupos e das Oitavas de final. Voltando, ele esteve em campo na eliminação diante a Croácia nas quartas.
Após a eliminação, o jogador deixou de ser convocado para defender o amarelo e o azul da Seleção. Isso fez com que o jogador terminasse sua passagem fazendo 40 partidas pelo Brasil, e por lá marcou dois gols.

## Vida Pessoal
Alex Sandro, quando ainda jogava pelo Santos em 2010, chegou a noivar com sua namorada Natália Regina. Ambos mantém um relacionamento discreto e não possuem filhos.

#### Amizade com Danilo
Danilo e Alex Sandro dividiram equipes por cinco vezes durante a carreira. A primeira vez quando ambos atuavam pelo Santos, em sequência, os dois foram comprados pelo Porto. Danilo deixou Portugal para jogar pelo Real Madrid, da Espanha, e o time merengue teve o interesse de obter Alex para o clube.
Contudo, só foi na passagem de ambos pela Itália que o reencontro aconteceu. Eles atuavam pelos extremos do campo, com Danilo sendo o lateral direito da equipe. Contudo, Massimiliano Allegri mudou a formação da equipe para um esquema de três zagueiros e os dois começaram a dividir a mesma função tática em campo.
Os dois também chegaram a jogar juntos pela Seleção Brasileira. Em 2022, quando ambos estiveram no elenco que disputou a Copa do Mundo, os dois jogadores chegaram a se lesionar durante o torneio. Ambos estiveram em campo na eliminação nas quartas de final.
No ano de 2024, Alex e Danilo tiveram outro reencontro, dessa vez defendendo a camisa do Flamengo.

## Estatísticas

### Clubes
Abaixo estão listados todos os jogos, gols e assistências do futebolista por clubes.
| Clube               | Temporada         | Campeonato nacional | Campeonato nacional | Campeonato nacional | Copa nacional[a] | Copa nacional[a] | Copa nacional[a] | Competições continentais[b] | Competições continentais[b] | Competições continentais[b] | Outros torneios[c] | Outros torneios[c] | Outros torneios[c] | Total | Total | Total   |
| Clube               | Temporada         | Jogos               | Gols                | Assist.             | Jogos            | Gols             | Assist.          | Jogos                       | Gols                        | Assist.                     | Jogos              | Gols               | Assist.            | Jogos | Gols  | Assist. |
| ------------------- | ----------------- | ------------------- | ------------------- | ------------------- | ---------------- | ---------------- | ---------------- | --------------------------- | --------------------------- | --------------------------- | ------------------ | ------------------ | ------------------ | ----- | ----- | ------- |
| Atlético Paranaense | 2008              | 1                   | 0                   | 0                   | —                | —                | —                | —                           | —                           | —                           | —                  | —                  | —                  | 1     | 0     | 0       |
| Atlético Paranaense | 2009              | 16                  | 1                   | 1                   | —                | —                | —                | —                           | —                           | —                           | —                  | —                  | —                  | 16    | 0     | 1       |
| Atlético Paranaense | Total             | 17                  | 1                   | 1                   | —                | —                | —                | —                           | —                           | —                           | —                  | —                  | —                  | 17    | 0     | 1       |
| Santos              | 2010              | 24                  | 1                   | 2                   | 4                | 1                | 0                | —                           | —                           | —                           | 1                  | 1                  | 0                  | 29    | 3     | 1       |
| Santos              | 2011              | 6                   | 0                   | 1                   | —                | —                | —                | 11                          | 0                           | 0                           | 7                  | 0                  | 0                  | 24    | 0     | 1       |
| Santos              | Total             | 30                  | 1                   | 3                   | 4                | 1                | 0                | 11                          | 0                           | 0                           | 8                  | 1                  | 0                  | 53    | 3     | 2       |
| Porto               | 2011–12           | 7                   | 1                   | 0                   | 4                | 0                | 0                | 1                           | 0                           | 0                           | —                  | —                  | —                  | 12    | 1     | 0       |
| Porto               | 2012–13           | 25                  | 1                   | 1                   | 5                | 0                | 0                | 6                           | 0                           | 1                           | —                  | —                  | —                  | 36    | 1     | 2       |
| Porto               | 2013–14           | 26                  | 0                   | 2                   | 10               | 0                | 1                | 11                          | 0                           | 0                           | 1                  | 0                  | 0                  | 48    | 0     | 3       |
| Porto               | 2014–15           | 28                  | 1                   | 3                   | 1                | 0                | 0                | 11                          | 0                           | 1                           | —                  | —                  | —                  | 40    | 1     | 4       |
| Porto               | 2015–16           | 1                   | 0                   | 1                   | —                | —                | —                | —                           | —                           | —                           | —                  | —                  | —                  | 1     | 0     | 1       |
| Porto               | Total             | 87                  | 3                   | 6                   | 20               | 0                | 1                | 29                          | 0                           | 2                           | 1                  | 0                  | 0                  | 137   | 2     | 10      |
| Juventus            | 2015–16           | 22                  | 2                   | 3                   | 5                | 0                | 0                | 5                           | 0                           | 1                           | —                  | —                  | —                  | 32    | 2     | 4       |
| Juventus            | 2016–17           | 27                  | 3                   | 4                   | 4                | 0                | 2                | 11                          | 0                           | 1                           | 1                  | 0                  | 0                  | 43    | 3     | 7       |
| Juventus            | 2017–18           | 26                  | 4                   | 4                   | 2                | 0                | 0                | 10                          | 0                           | 1                           | 1                  | 0                  | 0                  | 39    | 4     | 5       |
| Juventus            | 2018–19           | 31                  | 1                   | 3                   | 2                | 0                | 0                | 9                           | 0                           | 0                           | 1                  | 0                  | 0                  | 43    | 1     | 3       |
| Juventus            | 2019–20           | 29                  | 1                   | 3                   | 5                | 0                | 0                | 6                           | 0                           | 1                           | 1                  | 0                  | 0                  | 41    | 1     | 4       |
| Juventus            | 2020–21           | 26                  | 2                   | 1                   | 3                | 0                | 0                | 5                           | 0                           | 1                           | —                  | —                  | —                  | 34    | 2     | 2       |
| Juventus            | 2021–22           | 28                  | 0                   | 1                   | 4                | 1                | 0                | 7                           | 1                           | 0                           | 1                  | 0                  | 0                  | 40    | 2     | 1       |
| Juventus            | 2022–23           | 25                  | 0                   | 1                   | 3                | 0                | 1                | 9                           | 0                           | 0                           | —                  | —                  | —                  | 37    | 0     | 2       |
| Juventus            | Total             | 214                 | 13                  | 20                  | 28               | 1                | 3                | 62                          | 1                           | 5                           | 5                  | 0                  | 0                  | 309   | 15    | 28      |
| Flamengo            | 2024              | 0                   | 0                   | 0                   | 0                | 0                | 0                | 0                           | 0                           | 0                           | —                  | —                  | —                  | 0     | 0     | 0       |
| Flamengo            | Total             | 0                   | 0                   | 0                   | 0                | 0                | 0                | 0                           | 0                           | 0                           | —                  | —                  | —                  | 0     | 0     | 0       |
| Total na carreira   | Total na carreira | 348                 | 18                  | 30                  | 52               | 2                | 4                | 102                         | 1                           | 7                           | 14                 | 1                  | 0                  | 516   | 22    | 41      |

- a. ^ Jogos da Copa do Brasil, Taça da Liga, Taça de Portugal e Copa da Itália
- b. ^ Jogos da Copa Libertadores, Liga Europa e Liga dos Campeões da UEFA
- c. ^ Jogos do Campeonato Paulista, Supertaça de Portugal e Supercopa da Itália

### Seleção Brasileira
Abaixo estão listados todos os jogos, gols e assistências do futebolista pela Seleção Brasileira, desde as categorias de base.
Seleção principal
| Ano               | Copa do Mundo | Copa do Mundo | Copa do Mundo | Copa América | Copa América | Copa América | Qualificação Mundial | Qualificação Mundial | Qualificação Mundial | Amistosos | Amistosos | Amistosos | Total | Total | Total   |
| Ano               | Jogos         | Gols          | Assist.       | Jogos        | Gols         | Assist.      | Jogos                | Gols                 | Assist.              | Jogos     | Gols      | Assist.   | Jogos | Gols  | Assist. |
| ----------------- | ------------- | ------------- | ------------- | ------------ | ------------ | ------------ | -------------------- | -------------------- | -------------------- | --------- | --------- | --------- | ----- | ----- | ------- |
| 2011              | —             | —             | —             | —            | —            | —            | —                    | —                    | —                    | 2         | 0         | 0         | 2     | 0     | 0       |
| 2012              | —             | —             | —             | —            | —            | —            | —                    | —                    | —                    | 4         | 0         | 0         | 4     | 0     | 0       |
| 2017              | —             | —             | —             | —            | —            | —            | 2                    | 0                    | 0                    | 2         | 0         | 0         | 4     | 0     | 0       |
| 2018              | —             | —             | —             | —            | —            | —            | —                    | —                    | —                    | 3         | 1         | 0         | 3     | 1     | 0       |
| 2019              | —             | —             | —             | 4            | 0            | 0            | —                    | —                    | —                    | 6         | 0         | 0         | 10    | 0     | 0       |
| 2021              | —             | —             | —             | 3            | 1            | 0            | 9                    | 0                    | 0                    | —         | —         | —         | 12    | 1     | 0       |
| 2022              | 3             | 0             | 0             | —            | —            | —            | 1                    | 0                    | 0                    | 1         | 0         | 0         | 5     | 0     | 0       |
| Total na carreira | 3             | 0             | 0             | 7            | 1            | 0            | 12                   | 0                    | 0                    | 18        | 1         | 0         | 40    | 2     | 0       |

Seleção Sub–23
| Ano               | Jogos Olímpicos | Jogos Olímpicos | Jogos Olímpicos | Pré–Olímpico | Pré–Olímpico | Pré–Olímpico | Total | Total | Total   |
| Ano               | Jogos           | Gols            | Assist.         | Jogos        | Gols         | Assist.      | Jogos | Gols  | Assist. |
| ----------------- | --------------- | --------------- | --------------- | ------------ | ------------ | ------------ | ----- | ----- | ------- |
| 2012              | 3               | 0               | 1               | 1            | 0            | 0            | 4     | 0     | 1       |
| Total na carreira | 3               | 0               | 1               | 1            | 0            | 0            | 4     | 0     | 1       |

Seleção Sub–20
| Ano               | Campeonato Mundial | Campeonato Mundial | Campeonato Mundial | Campeonato Sul–Americano | Campeonato Sul–Americano | Campeonato Sul–Americano | Amistosos | Amistosos | Amistosos | Total | Total | Total   |
| Ano               | Jogos              | Gols               | Assist.            | Jogos                    | Gols                     | Assist.                  | Jogos     | Gols      | Assist.   | Jogos | Gols  | Assist. |
| ----------------- | ------------------ | ------------------ | ------------------ | ------------------------ | ------------------------ | ------------------------ | --------- | --------- | --------- | ----- | ----- | ------- |
| 2011              | 1                  | 0                  | 0                  | 9                        | 0                        | 0                        | 2         | 0         | 0         | 12    | 0     | 0       |
| Total na carreira | 1                  | 0                  | 0                  | 9                        | 0                        | 0                        | 2         | 0         | 0         | 12    | 0     | 0       |

## Títulos

### Categorias de base
Seleção Brasileira
- Campeonato Sul-Americano Sub-20: 2011
- Copa do Mundo Sub-20: 2011
- Medalha de Prata Olimpíadas de Londres 2012

### Profissional
Athletico Paranaense
- Campeonato Paranaense: 2009

Santos
- Campeonato Paulista: 2010[70]  e 2011
- Copa do Brasil: 2010[71]
- Copa Libertadores da América: 2011[72]

Porto
- Campeonato Português: 2011–12 e 2012–13
- Supertaça Cândido de Oliveira: 2013

Juventus
- Campeonato Italiano: 2015–16, 2016–17, 2017–18, 2018–19 e 2019–20
- Copa da Itália: 2015–16, 2016–17, 2017–18, 2020–21 e 2023–24
- Supercopa da Itália: 2018, 2020[73]

Flamengo
- Copa do Brasil: 2024
- Supercopa Rei: 2025
- Taça Guanabara: 2025
- Campeonato Carioca: 2025[74]

Seleção Brasileira
- Copa América: 2019

### Prêmios individuais
- Equipa do Ano: O Jogo - melhor lateral-esquerdo: 2012, 2013
- Gran Galà del Calcio - melhor lateral-esquerdo: 2016–17, 2017–18